# オルフェウスとエウリュディケーのいる風景
『オルフェウスとエウリュディケーのいる風景』（オルフェウスとエウリュディケーのいるふうけい、仏: Paysage avec Orphée et Eurydice, 英: Landscape with Orpheus and Eurydice）は、フランス17世紀の巨匠ニコラ・プッサンが1648年ごろに制作したキャンバス上の油彩による風景画である。ローマにいたプッサンの庇護者ジャン・ポワンテル (Jean Pointel) に委嘱されたが、1685年にフランス王ルイ14世に取得され、現在、パリのルーヴル美術館に所蔵されている。

## 概要
主題は古代ローマの詩人オウィディウスの『転身物語』(巻10) から取られている。古代ギリシア最後の詩人であり、音楽家であるオルフェウスは、エウリュディケーと婚礼の儀式を行うためにキコーン族の土地に招かれた。しかし、儀式を挙げた直後、「新妻 (エウリュディケー) がナーイアス (泉や川のニンフ) たちの群れにつきそわれて草原を散歩していたとき、踵を蛇にかまれて死んでしまう」。
前景で竪琴を弾いているのがオルフェウスで、その音楽には野獣や草木も聞き惚れたという。オルフェウスの左側に座っている2人の若い女性はナーイアスで、彼の音楽に耳を傾けている。立ってオルフェウスを見つめているのは、結婚の神ヒュメナイオスである。ヒュメナイオスの左側で蛇を見て驚いているエウリュディケーは、その蛇に咬まれて死に、冥界に去ることになる。オルフェウスは妻エウリュディケーを取り戻そうと冥界に下り、自身の音楽で神々や悪魔たちを魅了した末に、妻を地上に連れ帰ることを許される。ただし、地上への帰り道で決して後ろを振り返ってはならないという条件がついていた。ところが地上に出ようとしたとき、エウリュディケーがついてきているかどうか気遣って後ろを振り向いてしまい、エウリュディケーはたちまち冥界に引き戻され、オルフェウスと永遠の別れとなってしまうのである。
ローマのサンタンジェロ城と思われる左側のキコーン族の城と、前景右側の人物たちの間に横たわる湖のほとりやその水面には、ほとんどが裸体の数多くの人間たち見える。彼らは、水泳、舟遊び、釣り、連れ立ってのそぞろ歩きなどで夏の日を楽しんでいる。しかし、一見のどかな田園風景の中、暗雲が空を覆い始めており、城からは黒煙が立ち上り、不吉さを漂わせる。画面中央にある川は、生と死を隔てる忘却の川レーテー (地下の冥界を七重に取り巻いて流れ、生者の領域と死者の領域とを峻別しているというステュクスの支流) であるのかもしれない。エウリュディケーが蛇に咬まれるやいなや、この生の悦楽を表す情景は暗転して死の国になるのである。プッサンが晩年に執着していた、生ある者と死する者との著しい対照がこの作品に表わされている。
1624年にパリからローマに戻ったプッサンの作品では風景がだんだん重要な位置を占めていくが、本作の描写には不均衡が見られる。すなわち後景の山並み、城、前景右手の土手などは丹念に明暗を強調して描きこまれているのに対し、左側の土手、その上の花の描写は粗野で、左下隅の道も不明瞭で未完成に近い。